# Classe Kirov (1977)
Pour les autres classes de navires du même nom, voir Classe Kirov.
Les croiseurs à propulsion nucléaire (CGN, selon le code de classification de l'US Navy) de la classe Kirov ou Projet 1144 sont les plus grands et les plus puissants bâtiments de guerre de surface (hormis les porte-aéronefs) ayant été mis en service dans la marine soviétique et tiennent aujourd'hui encore ce rang dans la marine russe. Leur silhouette est facilement reconnaissable grâce à l'antenne du radar Top-Pair qui est l'une des plus grandes antennes embarquées. 
La désignation officielle du type Projet 1144, est « croiseur lance-missiles, lourd à propulsion nucléaire ». En raison de leur taille et de leur apparence générale rappelant celles des anciens bâtiments de ligne de la première moitié du XXe siècle, ces bâtiments sont souvent appelés « croiseurs de bataille » par les observateurs navals occidentaux.

## Histoire
Le premier exemplaire, le Kirov est mis à l'eau en 1977 puis est rejoint par deux autres navires vers la fin des années 1980 et le dernier en 1998. 
Ces « tueurs de porte-avions » disposent de systèmes d'armes légèrement différents les uns des autres. 
On prévoyait d'en construire cinq, mais le dernier fut laissé à l'état de projet.
Après la chute de l'URSS, la situation économique ne permettait plus de maintenir en service l'ensemble de cette classe, la plus puissante de navires de surface construits dans cet État mais également coûteux à l'entretien. 
Un seul était en service actif dans les années 2000 :
- le Pierre le Grand (Piotr Velikiï, ex-Youri Andropov) qui fut le dernier à entrer en service est actuellement le navire-amiral de la flotte du Nord ;
- l'Amiral Ouchakov (ex-Kirov), mis en réserve dès 1990 à la suite d'un accident, doit être démoli en 2021 ;
- l'Amiral Lazarev (ex-Frounze) a été désarmé en juillet 1999, doit être démoli en 2021 ;
- l'Amiral Nakhimov (ex-Kalinine) est à quai à Severodvinsk depuis 1999 faute d'entretien de ses réacteurs nucléaires. En 2008, plusieurs sources indiquent que ce dernier serait remis en service en 2012[4], mais finalement, c'est le 13 juin 2013 qu'un contrat d'un montant de 50 milliards de roubles (1,1 milliard d'euros) pour sa modernisation est signé pour une remise en service vers 2023 (non effective début 2025[5]). On annonce que 70 % des équipements du croiseur doivent être démontés et remplacés[6].

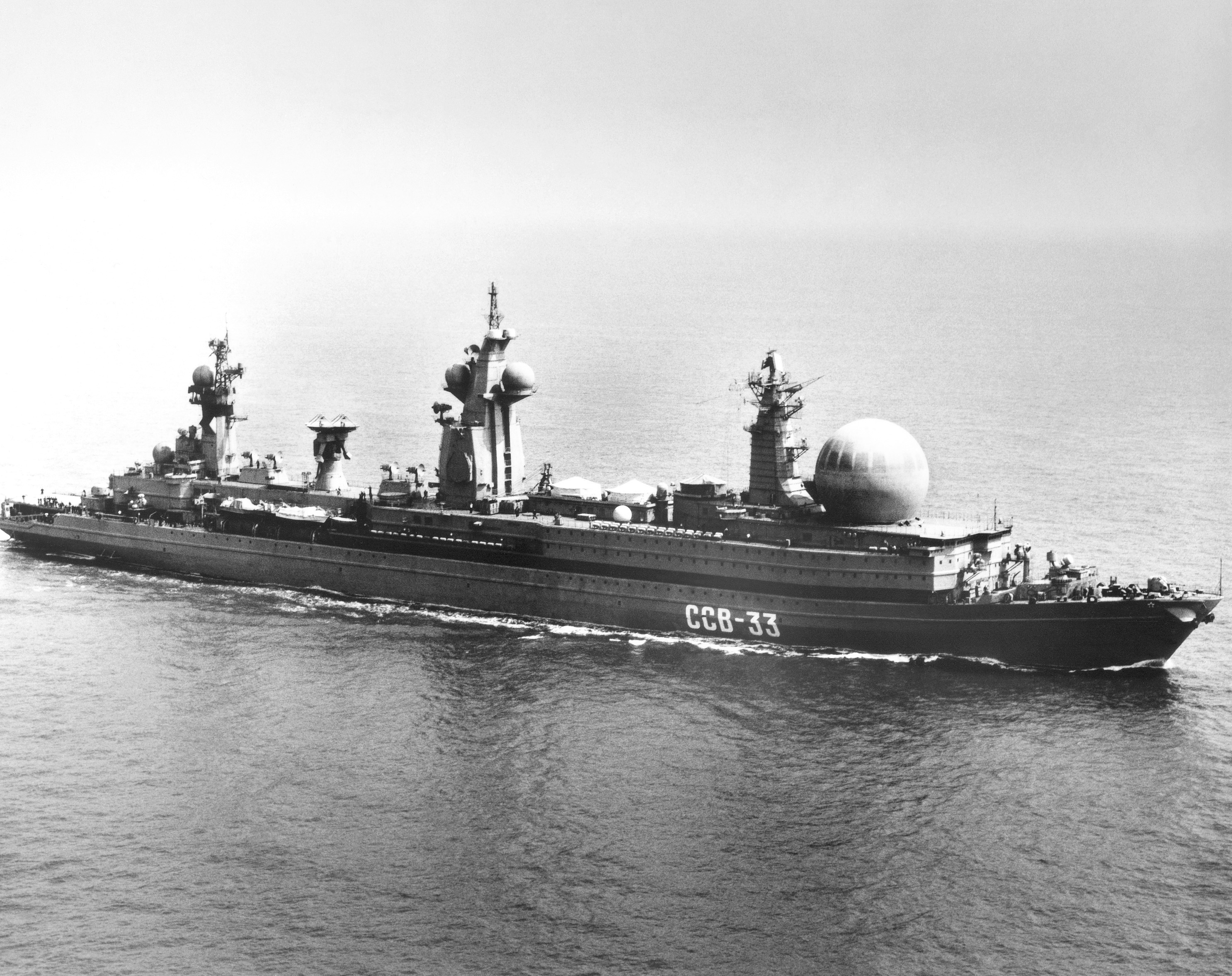
Le SSV-33 Oural le 1 janvier 1988.

À noter qu'un navire collecteur de renseignements servant de centre de commandement basé sur la même coque, le SSV-33 Oural ((ru): ССВ-33 Урал), a été en service de 1989 à 2001.

## Armement
La plupart des armes se trouvent vers l'avant du navire, ce qui laisse de la place à la poupe pour installer le hangar à hélicoptères sous le pont. 
Ces derniers servent à la lutte anti-sous-marine et au guidage des missiles 3M45 du système P-700 Granit (code OTAN : SS-N-19 Shipwreck). 
Ces missiles (au nombre de 20) sont les armes principales des Kirov, ils disposent d'une vitesse de Mach 2,5 et sont disposés sous le pont dans des conteneurs inclinés à 45°. 
Le système de défense antiaérienne est un S-300F doté du missile surface-air 5V55R (code OTAN : SA-N-9 Grumble) (12 systèmes de lancement vertical de 8 missiles chacun). 
Ces missiles sont d'une longueur d'environ 7 m et disposent d'une portée de 10–100 km et une altitude maximale de 30 km, ils sont capables de détruire des missiles de croisière. 
La défense antiaérienne rapprochée est assurée par le système Osa-M et son missile 9M33 (code OTAN : SA-N-4 Gecko) et des canons de 30 et 100 mm.
Enfin, pour la lutte anti-sous-marine, les Ka-25 et Ka-27 armés de torpilles sont aidés par les missiles 85R (code OTAN : SS-N-14 Silex) et des torpilles de 533 mm.
En 2013, pour la remise en service annoncé en 2023 de l'Amiral Nakhimov, on spécule l'armement suivant :
- 30x8 missiles antimissiles « Polyment-Redut » (S-400/S-500) ;
- 8x8 missiles antimissiles « Morphée » (courte portée) ;
- 1 pièce d’artillerie A190 de calibre 100 mm [7] ;
- 4 canons de défense antiaérienne AK-630 ;
- 1 système Puma 02 (version de l'AK-630) ;
- 4x4 lance-torpilles de calibre 324 mm anti-sous-marins/antitorpilles "Paket-NK"[8] ;
- 30 x 8 système de lancement verticaux UKSK[9].

## Emplois/capacités
Les Kirov disposent de systèmes avancés qui leur permettent de jouer le rôle de navires de commandement, d'accompagner l'Amiral Kouznetsov ou les futurs porte-avions russes, ou agir indépendamment.

## Navires

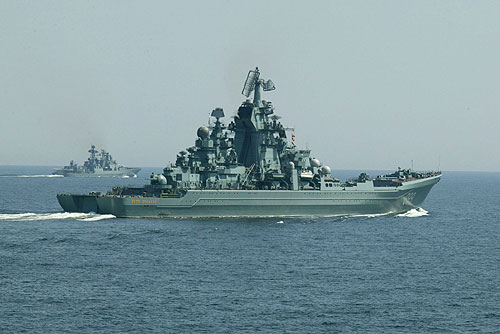
Le Pierre le Grand en 2003.

| Nom                                 | Chantier naval                       | Mise en chantier | Lancement        | Mise en service  | Commentaire |
| ----------------------------------- | ------------------------------------ | ---------------- | ---------------- | ---------------- | --- |
| Admiral Ouchakov (ex-Kirov)         | Chantiers de la Baltique (Leningrad) | 27 mars 1974     | 26 décembre 1977 | 30 décembre 1980 | Retiré du service en 2001, doit être démoli en 2021.                                                               |
| Admiral Lazarev (ex-Frounzé)        | Chantiers de la Baltique (Leningrad) | 27 juillet 1978  | 26 mai 1981      | 31 octobre 1984  | Retiré du service en 1999, doit être démoli en 2021.                                                               |
| Admiral Nakhimov (ex-Kalinine)      | Chantiers de la Baltique (Leningrad) | 17 mai 1983      | 25 avril 1986    | 30 octobre 1988  | Retiré du service en 1999, en cours de modernisation, remise en service prévue en 2021 (non effective début 2025). |
| Pierre le Grand (ex-Iouri Andropov) | Chantiers de la Baltique (Leningrad) | 1986             | novembre 1996    | 18 avril 1998    | En service, navire amiral de la flotte du Nord.                                                                    |

## Culture populaire
- (en) John Schettler, Kirov, The Writing Shop Press, 1er mars 2012, 386 p. (ISBN 0984946527).
- Le croiseur Pierre le Grand est présent dans la bande dessinée Rafale leader, tome no 4 « Arctika », juin 2014.
- Dans la première saison de la série The Last Ship, l'amiral Ruskov commande un bâtiment, RFS Vyerni, qui ressemble à la classe Kirov.
- Dans le roman techno-thriller, Octobre Rouge, le Kirov est employé comme navire amiral par la force d'interception soviétique qui doit retrouver et couler le sous marin renégat classe Typhoon commandé par le capitaine Marko Ramius.
- Dans le roman Tempête Rouge de Tom Clancy, le Kirov est coulé par un sous marin norvégien.
- Dans le roman La terreur des abysses de Steve Alten, le navire scientifique déployant la station sous-marine Benthos est un ancien navire de la classe Kirov (non identifié) acheté à la Russie.
- Dans le jeu Ace combat 6, le navire allié Marigold est un croiseur de classe Kirov.